# Breakfast in America
Breakfast in America es el sexto álbum de estudio del grupo británico Supertramp, publicado por la compañía discográfica A&M Records en marzo de 1979. Grabado en los Village Recorder de Los Ángeles entre mayo y diciembre de 1978, el álbum se convirtió en el mayor éxito comercial del grupo al llegar al primer puesto de la lista de los discos más vendidos en países como Alemania, Australia, Canadá y Estados Unidos, entre otros. Fue galardonado con dos Grammy en las categorías de mejor diseño de embalaje y mejor arreglo para álbum no clásico y ha sido certificado como disco de diamante en Canadá y con cuatro discos de platino por la RIAA. En Francia, Breakfast in America es el disco de un grupo inglés más vendido de todos los tiempos con ventas superiores a las 3 000 000 de copias.

## Composición
Al igual que en Even in the Quietest Moments..., Rick Davies y Roger Hodgson escribieron la mayoría de las canciones por separado, aunque concibieron la temática del álbum de manera conjunta. El concepto original de Breakfast in America era un álbum de canciones sobre la relación y los ideales en conflicto entre Davies y Hodgson con el título provisional de Hello Stranger. Al respecto, Hodgson comentó: «Nos dimos cuenta de que algunas de las canciones se prestaban realmente a dos personas que hablaban el uno del otro. Yo podía estar sometiendo su forma de pensar y él podía desafiar mi modo de ver la vida [...] Nuestras formas de vida son tan diferentes, pero le quiero. Ese contraste es lo que hace que el mundo gire y lo que hacía que Supertramp funcionara. Sus creencias son un desafío para mí y mis creencias un desafío para él».
La idea original fue finalmente desechada enfavor de un álbum de canciones «divertidas», y aunque al principio Davies quería mantener el título de Hello Stranger, fue convencido por Hodgson para cambiarlo por Breakfast in America. Hodgson comentó más tarde: «Elegimos el título porque era un título divertido. Se adaptaba más al sentimiento de diversión del álbum». Debido al título y a la explícita sátira sobre la cultura estadounidense en la portada y en tres de las canciones («Gone Hollywood», «Breakfast in America» y «Child of Vision»), muchos de los oyentes interpretaron el álbum como una burla de los Estados Unidos. Los miembros del grupo insistieron en que las repetidas referencias a la cultura estadounidense son pura coincidencia y que no planearon una temática satírica. Al respecto, Hodgson describió la idea errónea como un paralelismo en la forma que Crime of the Century es a menudo malinterpretado como un álbum conceptual.
«Gone Hollywood», tema de apertura de Breakfast in America y compuesto por Davies, habla de una persona que se muda a Los Ángeles con la esperanza de convertirse en una estrella de cine, aunque le resulta mucho más difícil de lo que imaginaba, luchando y frustrándose, hasta que se convierte en la «comidilla de Hollywood Boulevard». La letra era originalmente más sombría, pero bajo la presión de los demás miembros del grupo, Davies la reescribió en un tono más optimista y comercial.
«Child of Vision», última canción del disco, y al igual que «The Logical Song», utiliza un Wurlitzer como instrumento principal. Después de la parte con letra, la canción entra en un solo al piano junto al Wurlitzer original. La canción se va desvaneciando con un breve solo de saxofón de John Helliwell. Hodgson comentó que la canción fue escrita como un equivalente de «Gone Hollywood», mirando cómo viven los estadounidenses, a pesar de que confesó que tenía escasa familiaridad con la cultura del país en el momento de su composición.

## Grabación

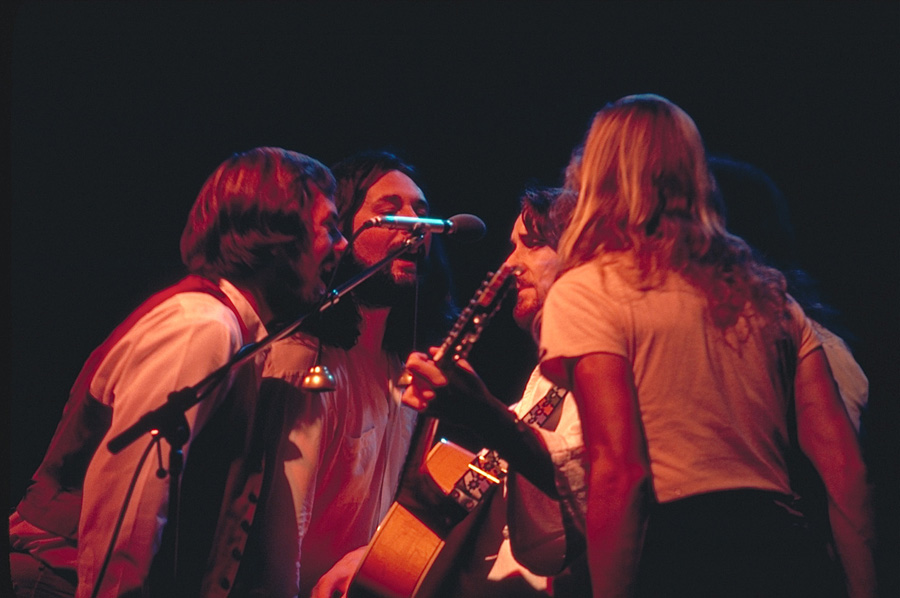
Supertramp durante la gira de promoción de Breakfast in America.

Breakfast in America fue grabado a partir de dos tandas de demos. Los primeros fueron demos caseras, cada una de las cuales incluía al principal compositor, fuese Rick Davies o Roger Hodgson, tocando bien un piano acústico o un piano Wurlitzer al tiempo que cantaban. Los segundos eran demos de ocho pistas grabadas en los Southcombe Studios en Burbank (California) entre abril y mayo de 1978. Durante estas grabaciones, el grupo trabajó en las pistas de acompañamiento de todas las canciones, con la excepción de «Take the Long Way Home», y determinó el orden en el que aparecerían en el álbum.
Para evitar pasar mucho tiempo en las mezclas, el grupo y el equipo de producción dedicaron una semana entera a experimentar con diferentes configuraciones de sonido, hasta que encontraron los arreglos adecuados. El esfuerzo resultó ser en vano, ya que el equipo de ingenieros terminaron gastando más de dos meses buscando la mezcla perfecta, y terminaron después de este periodo de tiempo no por sentirse satisfechos con los resultados, sino porque el plazo de entrega del disco había terminado.
Las tensiones entre Hodgson y Davies fueron casi inexistentes en la grabación de Breakfast in America. Al respecto, el ingeniero Peter Henderson comentó: «Se llevaban fantásticamente bien y todo el mundo estaba muy contento. Había un muy, muy buen ambiente y creo que todo el mundo estaba realmente impulsado por las grabaciones y por la respuesta de A&M hacia ellos». Sin embargo, Hodgson discutió la anterior afirmación al decir que Davies y él tenían estilos de vida cada vez más diferentes. Además, Hodgson sentía que a Davies le disgustaban muchas de sus canciones y que solo se mantuvo en silencio porque intuía que sus propuestas serían rechazadas dentro del grupo. Harry Doherty, periodista de Melody Maker, ofreció una tercera versión sobre la relación entre Davies y Hodgson durante las sesiones de Breakfast in America: «En tres días con la banda, no creo que viese a Davies y a Hodgson conversar entre ellos, más que intercambiando saludos corteses».
Breakfast in America contó con un buen número de canciones con el Wurlitzer como instrumento principal, mostrando sus distintivas habilidades. En particular, los diferentes sonidos emitidos por el Wurlitzer dependen de cómo se toque –canciones como «Child of Vision» y «The Logical Song» están edificadas sobre este sonido. El sonido peculiar del Wurlitzer había sido utilizado en canciones antiguas como «Dreamer» o «Lady», pero nunca de forma tan extensa como en Breakfast in America. Al respecto, seis de las diez canciones incluyeron una pista de Wurlitzer.

## Portada
La portada de Breakfast in America se asemeja a la de una vista aérea de la ciudad de Nueva York desde la ventanilla de un avión. Fue diseñada por Mike Doud y representa a Kate Murtagh, vestida como una camarera llamada «Libby» asemejando la Estatua de la Libertad, sosteniendo con la mano derecha un vaso de zumo de naranja en un pequeño plato, en lugar de la antorcha de la Estatua, y con la mano izquierda un menú de restaurante plegable, en el que está escrito el título del álbum. El fondo ofrece una ciudad hecha de cajas de cereales, ceniceros, cubiertos, vinagreras y aceiteras, todas pintadas de blanco. Las Torres Gemelas aparecen representadas como dos pilas de cajas, mientras que el plato del desayuno representa Battery Park, el punto de partida del Ferry de Staten Island. La contraportada, en la que aparecen los miembros de Supertramp desayunando mientras leen periódicos de sus respectivas ciudades natales, fue realizada en un restaurante llamado Bert's Mad House.
Breakfast In America ganó el Grammy en la categoría de mejor diseño de embalaje, frente a otros trabajos como In Through the Out Door de Led Zeppelin y Fear of Music de Talking Heads.

## Recepción
Tras su publicación, Breakfast in America obtuvo buenas reseñas en general de la prensa musical. En una crítica positiva, Stephen Holden de la revista Rolling Stone vio Breakfast in America como una mejora frente a la «esotérica parecida a Genesis y las muestras serpenteantes» de los anteriores álbumes de Supertramp y lo definió como un «álbum perfecto del art rock inglés post-Beatles y centrado en los teclados que golpea el más astuto equilibrio posible entre el clasicismo casi sinfónico y el rock and roll... Las canciones aquí son extraordinariamente melódicas y concisamente estructuradas, reflejando la saturación del pop estadounidense en estos músicos desde que se mudaron a Los Ángeles en 1977». En una reseña mixta, Robert Christgau de The Village Voice comentó que el álbum evoca «azarosos gruñidos de placer», pero que carece de sustancia emocional debido a las letras «simplistas» y la ausencia de «personalidad vocal, a diferencia del canto preciso, y de verdadero impulso, a diferencia de ritmo».
En una reseña retrospectiva, Stephen Thomas Erlewine de Allmusic elogió las «canciones pop bien escritas, pegadizas y bien construidas» y describió el álbum como el «punto culminante» del grupo. John Doran, de la BBC, comentó que la composición tiene una «calidad inmejorable» y afirmó que «cualquiera de las diez canciones podían haber sido sencillos de éxito». Por otra parte, Tyler Fisher escribió en Sputnikmusic que sus sencillos son en su mayoría los aspectos más destacados de sus «ganchos pegadizos» y encontró las baladas como «absolutamente horribles». Rob Sheffield, en The Rolling Stone Album Guide, también consideró que los «buenos momentos» del álbum eran sus aspectos más destacados, incluyendo «la alegre "Take the Long Way Home", la enloquecida "The Logical Song" y la malintencionada cancioncilla fuck-and-run "Goodbye Stranger"». William Pinfold de Record Collector consideró el álbum como «un ejemplo clásico de la perfecta interpretación y producción del soft rock transatlántico de finales de los setenta» y «una demostración perfecta de por qué tenía que suceder el punk». A fecha de 2010, el álbum ha vendido más de veinte millones de copias a nivel mundial.
A nivel comercial, Breakfast In America se convirtió en el álbum más vendido de Supertramp, con más de seis millones de copias vendidas en los Estados Unidos, donde llegó al número uno de la lista Billboard 200 durante seis semanas entre la primavera y el verano de 1979. El álbum también llegó al número uno en países como Noruega, Austria, Canadá, España y Australia, y fue el mayor éxito del grupo en su país natal, el Reino Unido, donde alcanzó el tercer puesto de la lista UK Albums Chart durante cinco semanas consecutivas. Además, produjo cuatro sencillos de éxito: «The Logical Song», «Goodbye Stranger», «Take the Long Way Home» y «Breakfast in America», que alcanzaron los puestos seis, quince, diez y 62 respectivamente en la lista Billboard Hot 100. Colin Larkin escribió en Encyclopedia of Popular Music que el álbum «elevó» a Supertramp a la «primera división del rock». «The Logical Song» ganó también el premio Ivor Novello en 1979 en la categoría de «mejor canción musical y lírica».
Breakfast in America aparece también en varias listas de los mejores discos de todos los tiempos, elaboradas por diferentes medios de comunicación. En la edición de 1987 de The World Critics List, el crítico Joel Whitburn situó a Breakfast in America como el cuarto mejor álbum de todos los tiempos. En la edición de 1994 de The Guinness All Time Top 1000 Albums, Breakfast in America fue votado el 207.º mejor disco de todos los tiempos del rock y el pop, y aparece en el puesto 69 de la lista de los mejores álbumes británicos de rock de todos los tiempos en una encuesta elaborada por la revista Classic Rock. Por otra parte, los oyentes de Triple M situaron a Breakfast in America en el puesto 43 de la lista de los cien mejores discos de todos los tiempos.

## Reediciones
En junio de 2002, A&M Records reeditó una versión remasterizada de Breakfast in America junto al resto del catálogo musical del grupo entre 1974 y 1987. La reedición fue masterizada usando las cintas maestras originales por Greg Calbi y Jay Messina en los Sterling Sound de Nueva York.
En octubre de 2010, Breakfast in America fue reeditado en formato deluxe con un disco extra que incluyó canciones grabadas en directo durante la gira Breakfast In America Tour 1979 y que no aparecieron en el álbum en directo Paris. Dos meses más tarde, Universal Music publicó una edición super deluxe en formato de caja recopilatoria con el contenido de la edición anterior, además de un LP con el álbum original, un DVD con tres videoclips y los documentales Les enfants du Rock y Old Grey Whistle Test, así como un libro de sesenta páginas con un reportaje de Phil Alexander, redactor de la revista Mojo, una réplica del programa de la gira de 1979, un póster, la réplica de una entrada de concierto y una lámina de la gira Breakfast in America Tour.
En octubre de 2013, Universal Music publicó Breakfast in America en formato Blu Ray con el contenido en tres formatos de audio distintos: PCM 24bit/96 kHz, DTS-Master Audio 24bit/96 kHz y Dolby True-HD 24bit/96kHz.

## Lista de canciones
Todas las canciones escritas y compuestas por Rick Davies y Roger Hodgson. 
| Cara A |                        |                  |          |  |
| N.º    | Título                 | Voz principal    | Duración |  |
| 1.     | «Gone Hollywood»       | Davies y Hodgson | 5:22     |  |
| 2.     | «The Logical Song»     | Hodgson          | 4:11     |  |
| 3.     | «Goodbye Stranger»     | Davies           | 5:50     |  |
| 4.     | «Breakfast in America» | Hodgson          | 2:38     |  |
| 5.     | «Oh Darling»           | Davies           | 3:51     |  |

| Cara B |                              |                             |          |  |
| N.º    | Título                       | Voz principal               | Duración |  |
| 6.     | «Take the Long Way Home»     | Hodgson                     | 5:10     |  |
| 7.     | «Lord Is It Mine»            | Hodgson                     | 4:20     |  |
| 8.     | «Just Another Nervous Wreck» | Davies                      | 4:26     |  |
| 9.     | «Casual Conversations»       | Davies                      | 3:00     |  |
| 10.    | «Child of Vision»            | Hodgson, Davies y Helliwell | 7:22     |  |

| Disco dos (edición deluxe de 2010) |                                                            |                             |          |  |
| N.º                                | Título                                                     | Voz principal               | Duración |  |
| 1.                                 | «The Logical Song (Live At Pavillon de Paris)»             | Hodgson                     | 4:06     |  |
| 2.                                 | «Goodbye Stranger (Live At Pavillon de Paris)»             | Davies                      | 6:11     |  |
| 3.                                 | «Breakfast In America (Live At Wembley)»                   | Hodgson                     | 3:05     |  |
| 4.                                 | «Oh Darling (Live In Miami)»                               | Davies                      | 4:21     |  |
| 5.                                 | «Take The Long Way Home (Live At Wembley)»                 | Hodgson                     | 4:48     |  |
| 6.                                 | «Another Man's Woman (Live At Pavillon de Paris)»          | Davies                      | 7:32     |  |
| 7.                                 | «Even in the Quietest Moments (Live At Pavillon de Paris)» | Hodgson                     | 5:36     |  |
| 8.                                 | «Rudy (Live At Wembley)»                                   | Davies y Hodgson            | 7:29     |  |
| 9.                                 | «Downstream (Live At Pavillon de Paris)»                   | Davies                      | 3:28     |  |
| 10.                                | «Give a Little Bit (Live At Pavillon de Paris)»            | Hodgson                     | 4:03     |  |
| 11.                                | «From Now On (Live At Wembley)»                            | Davies                      | 6:53     |  |
| 12.                                | «Child Of Vision (Live At Pavillon de Paris)»              | Hodgson, Davies y Helliwell | 7:32     |  |

## Personal
- Rick Davies: voz, teclados y armónica
- John Helliwell: saxofón y coros
- Roger Hodgson: voz, guitarra y teclados
- Bob Siebenberg: batería
- Dougie Thomson: bajo
- Slyde Hyde: trombón y tuba

## Posición en listas
| Año  | País                | Lista                           | Posición |
| ---- | ------------------- | ------------------------------- | -------- |
| 1979 | Alemania Occidental | West German Media Control Chart | 1        |
| 1979 | Australia           | Kent Music Report               | 1        |
| 1979 | Austria             | Austrian Albums Chart           | 1        |
| 1979 | Canadá              | RPM Albums Chart                | 1        |
| 1979 | España              | Spanish Albums Chart            | 1        |
| 1979 | Estados Unidos      | Billboard 200                   | 1        |
| 1979 | Francia             | French SNEP Albums Chart        | 1        |
| 1979 | Italia              | Italian Albums Chart            | 2        |
| 1979 | Japón               | Oricon LP Chart                 | 2        |
| 1979 | Noruega             | VG-lista Albums Chart           | 1        |
| 1979 | Nueva Zelanda       | New Zealand Albums Chart        | 1        |
| 1979 | Países Bajos        | Dutch Albums Chart              | 1        |
| 1979 | Reino Unido         | UK Albums Chart                 | 3        |
| 1979 | Suecia              | Swedish Albums Chart            | 2        |
| 2010 | Bélgica (Flandes)   | Ultratop 200                    | 7        |
| 2010 | Bélgica (Valonia)   | Ultratop 200                    | 86       |
| 2010 | España              | Spanish Albums Chart            | 62       |

| Sencillo                 | País                | Lista                           | Posición |
| ------------------------ | ------------------- | ------------------------------- | -------- |
| «The Logical Song»       | Australia           | Kent Music Report               | 16       |
| «The Logical Song»       | Alemania Occidental | West German Media Control Chart | 12       |
| «The Logical Song»       | Canadá              | RPM Singles Chart               | 1        |
| «The Logical Song»       | Estados Unidos      | Billboard Hot 100               | 6        |
| «The Logical Song»       | Países Bajos        | Dutch Top 40                    | 13       |
| «The Logical Song»       | Reino Unido         | UK Singles Chart                | 7        |
| «Breakfast in America»   | Alemania Occidental | West German Media Control Chart | 23       |
| «Breakfast in America»   | Estados Unidos      | Billboard Hot 100               | 62       |
| «Breakfast in America»   | Países Bajos        | Dutch Top 40                    | 14       |
| «Breakfast in America»   | Reino Unido         | UK Singles Chart                | 9        |
| «Goodbye Stranger»       | Canadá              | RPM Singles Chart               | 6        |
| «Goodbye Stranger»       | Estados Unidos      | Billboard Hot 100               | 15       |
| «Goodbye Stranger»       | Países Bajos        | Dutch Top 40                    | 41       |
| «Take the Long Way Home» | Canadá              | RPM Singles Chart               | 4        |
| «Take the Long Way Home» | Estados Unidos      | Billboard Hot 100               | 10       |

## Certificaciones
| País           | Organismo certificador | Certificación | Ventas certificadas | Ref.   |
| -------------- | ---------------------- | ------------- | ------------------- | ------ |
| Estados Unidos | RIAA                   | Platino (x4)  | 4 000 000           | [ 47 ] |
| Francia        | SNEP                   | Platino       | 3 000 000           | [ 48 ] |
| Canadá         | CRIA                   | Diamante      | 1 000 000           | [ 49 ] |
| Alemania       | BVMI                   | Platino       | 500 000             | [ 50 ] |
| Reino Unido    | BPI                    | Platino       | 300 000             | [ 51 ] |
| Países Bajos   | NVPI                   | Platino       | 100 000             | [ 52 ] |
| España         | Promusicae             | Doble oro     | 100 000             | [ 52 ] |
| Portugal       | AFP                    | Doble oro     | 40 000              | [ 52 ] |
| Suiza          | IFPI Switzerland       | Oro           | 25 000              | [ 53 ] |
| Noruega        | IFPI Norway            | Oro           | 25 000              | [ 54 ] |
| Australia      | ARIA                   | Oro           | 25 000              | [ 54 ] |
| Bélgica        | BEA                    | Oro           | 25 000              | [ 54 ] |